# Hartford Whalers

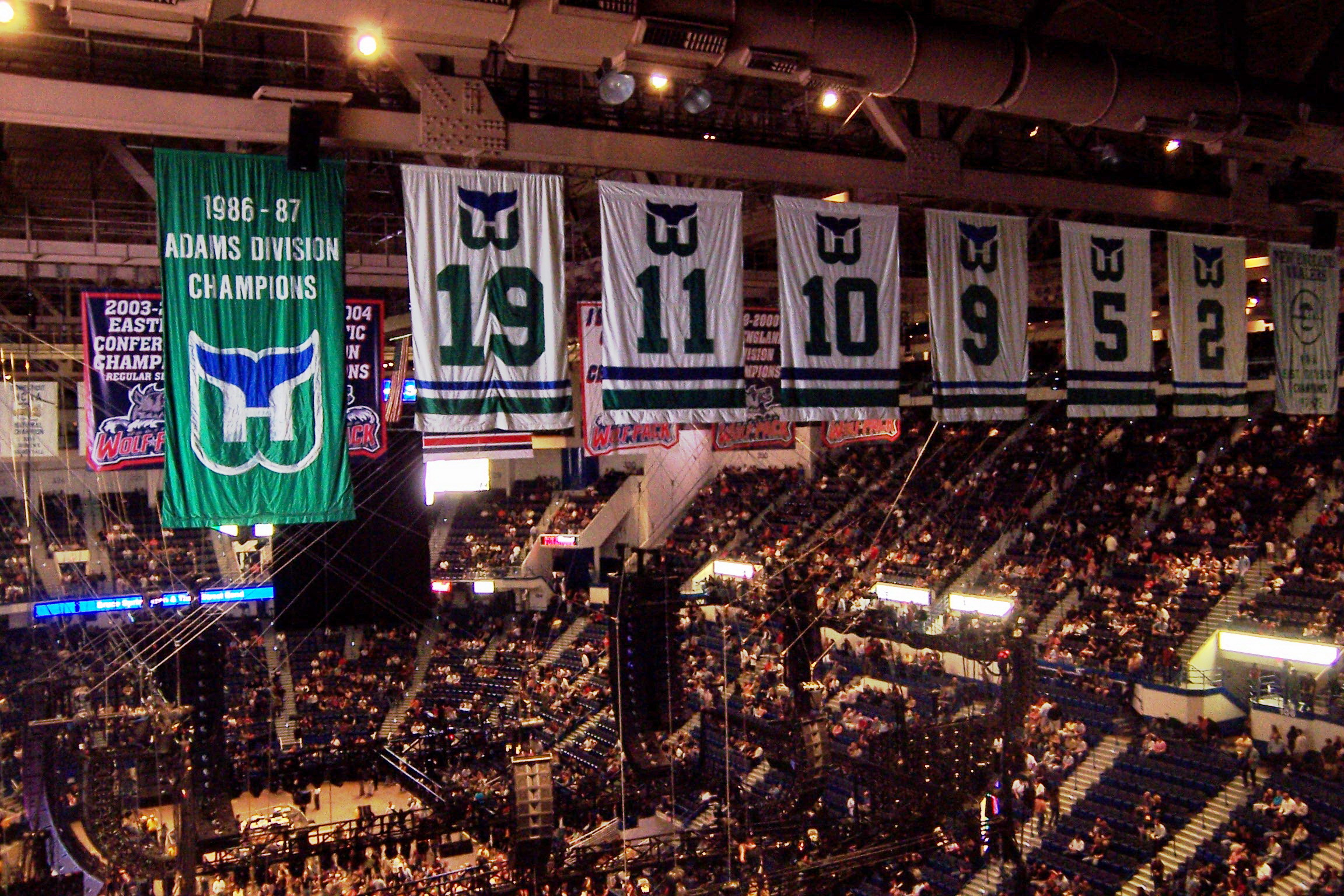
Pensionerade tröjnummer i Hartford Civic Arena.

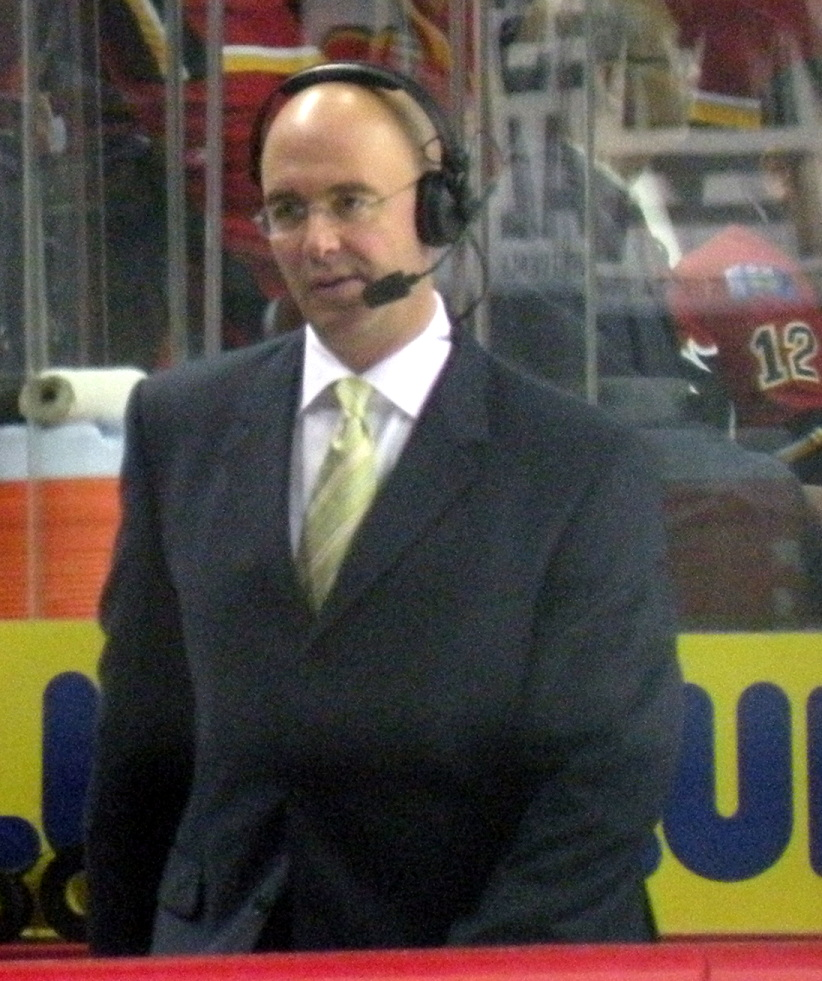
Pierre McGuire tränade Whalers under 67 matcher säsongen 1993–94.

Hartford Whalers var en amerikansk ishockeyklubb i NHL från säsongen 1979–80 till 1996–97. Klubben startades i Boston inför säsongen 1972–1973 i WHA där man hette New England Whalers och flyttade inför säsongen 1974–1975 till Hartford, Connecticut. När WHA lades ner kom laget att delta i NHL i stället och bytte då namn till Hartford Whalers, eftersom det genom Boston Bruins redan fanns ett NHL-lag i New England, flyttade Whalers inför säsongen 1997-1998  till Raleigh, North Carolina och blev Carolina Hurricanes.

## Historik
New England Whalers vann det allra första WHA-mästerskapet, Avco World Trophy, säsongen 1972–73 efter finalseger med 4-1 i matcher mot Winnipeg Jets. Säsongen 1977–78 var man åter i WHA-final, men förlorade då mot Winnipeg Jets med 4-0 i matcher.

## Lagkaptener
- Ted Green, 1972–1975
- Rick Ley, 1975–1980
- Mike Rogers, 1980–81
- Dave Keon, 1981–82
- Russ Anderson, 1982–83
- Mark Johnson, 1983–1985
- Ron Francis, 1985–1990
- Ingen utnämnd lagkapten för säsongen 1990–91
- Randy Ladouceur, 1991–92
- Pat Verbeek, 1992–1995
- Brendan Shanahan, 1995–96
- Kevin Dineen, 1996–97

## Tränare
- Don Blackburn, 1979–80
- Don Blackburn, 1980–81
  -  Larry Pleau, 1980–81
- Larry Pleau, 1981–82
- Larry Kish, 1982–83
  -  Larry Pleau, 1982–83
    -  John Cunniff, 1982–83
- Jack "Tex" Evans, 1983–1987
- Jack "Tex" Evans, 1987–88
  -  Larry Pleau, 1988–89
- Larry Pleau, 1988–1991
- Jim Roberts, 1991–92
- Paul Holmgren, 1992–93
- Paul Holmgren, 1993–94
  -  Pierre McGuire, 1993–94
- Paul Holmgren, 1994–95
- Paul Holmgren, 1995–96
  -  Paul Maurice, 1995–96
- Paul Holmgren, 1996–97

## Val i första rundan avNHL-draften
- 1979 – Ray Allison, 18:e spelare totalt
- 1980 – Fred Arthur, 8:e totalt
- 1981 – Ron Francis, 4:e totalt
- 1982 – Paul Lawless, 14:e totalt
- 1983 – Sylvain Turgeon, 2:e totalt, David Jensen, 20:e totalt
- 1984 – Sylvain Cote, 11:e totalt
- 1985 – Dana Murzyn, 5:e totalt
- 1986 – Scott Young, 11:e totalt
- 1987 – Jody Hull, 18:e totalt
- 1988 – Chris Govedaris, 11:e totalt
- 1989 – Bobby Holik, 10:e totalt
- 1990 – Mark Greig, 15:e totalt
- 1991 – Patrick Poulin, 9:e totalt
- 1992 – Robert Petrovicky, 9:e totalt
- 1993 – Chris Pronger, 2:e totalt
- 1994 – Jeff O'Neill, 5:e totalt
- 1995 – Jean-Sébastien Giguère, 13:e totalt
- 1996 – Ingen

## Spelare i Hockey Hall of Fame
- Gordie Howe, 1977–1980, Invald 1972
- Emile Francis, 1983–1989, Invald 1982
- Bobby Hull, 1980, Invald 1983
- Dave Keon, 1976–1982, Invald 1986
- Paul Coffey, 1996–97, Invald 2004
- Ron Francis, 1981–1991, Invald 2007

## Pensionerade tröjnummer
- #2 Rick Ley
- #9 Gordie Howe
- #19 John McKenzie

Carolina Hurricanes tog bort pensioneringen av #2 och #19. Hurricanes har inte officiellt pensionerat #9 men ingen har använt numret tills idag.

## Truppen för 1996–1997
| Målvakter | Målvakter | Målvakter              | Målvakter              | Målvakter         | Målvakter                                | Målvakter                    | Målvakter                   | Målvakter |
| Nr        |           | Namn                   | Namn                   | Födelsedatum      | Födelseort                               | Kom till laget från          | Lämnade för                 |           |
| --------- | --------- | ---------------------- | ---------------------- | ----------------- | ---------------------------------------- | ---------------------------- | --------------------------- | --------- |
| 1         | Kanada    | Sean Burke             | Sean Burke             | 29 januari 1967   | Windsor, Ontario, Kanada                 | New Jersey Devils (1992)     | Carolina Hurricanes (1997)  |           |
| 29        | Kanada    | Jason Muzzatti         | Jason Muzzatti         | 3 februari 1970   | Toronto, Ontario, Kanada                 | Springfield Falcons (1995)   | Hartford Wolf Pack (1997)   |           |
| 47        | Kanada    | Jean-Sébastien Giguère | Jean-Sébastien Giguère | 16 maj 1977       | Montréal, Québec, Kanada                 | Halifax Moosehead (1997)     | Saint John Flames (1997)    |           |
| Backar    |           |                        |                        |                   |                                          |                              |                             |           |
| Nr        |           | Namn                   | Namn                   | Födelsedatum      | Födelseort                               | Kom till laget från          | Lämnade för                 |           |
| 3         | Kanada    | Steve Chiasson         | Steve Chiasson         | 14 april 1967     | Barrie, Ontario, Kanada                  | Calgary Flames (1996)        | Carolina Hurricanes (1997)  |           |
| 5         | Ukraina   | Alexander Godynyuk     | Alexander Godynyuk     | 27 januari 1970   | Kiev, Ukrainska SSR, Sovjetunionen       | Florida Panthers (1993)      | Chicago Wolves (1996)       |           |
| 6         | USA       | Adam Burt              | Adam Burt              | 15 januari 1969   | Detroit, Michigan, USA                   | Binghamton Whalers (1988)    | Carolina Hurricanes (1997)  |           |
| 7         | Kanada    | Brian Glynn            | Brian Glynn            | 23 november 1967  | Iserlohn, Tyskland                       | Vancouver Canucks (1994)     | San Antonio Dragons (1996)  |           |
| 7         | Kanada    | Curtis Leschyshyn      | Curtis Leschyshyn      | 21 september 1969 | Thompson, Manitoba, Kanada               | Washington Capitals (1996)   | Carolina Hurricanes (1997)  |           |
| 14        | Kanada    | Kevin Haller           | Kevin Haller           | 5 december 1970   | Trochu, Alberta, Kanada                  | New York Rangers (1996)      | Carolina Hurricanes (1997)  |           |
| 20        | Kanada    | Glen Wesley            | Glen Wesley            | 2 oktober 1968    | Red Deer, Alberta, Kanada                | Boston Bruins (1994)         | Carolina Hurricanes (1997)  |           |
| 23        | Tjeckien  | Marek Malík            | Marek Malík            | 23 juni 1975      | Ostrava, Tjeckoslovakien                 | HC Vítkovice (1994)          | Malmö IF (1997)             |           |
| 27        | Kanada    | Jeff Brown             | Jeff Brown             | 30 april 1966     | Ottawa, Ontario, Kanada                  | Vancouver Canucks (1995)     | Carolina Hurricanes (1997)  |           |
| 41        | Kanada    | Nolan Pratt            | Nolan Pratt            | 14 augusti 1975   | Fort McMurray, Alberta, Kanada           | Springfield Falcons (1997)   | New Haven Beast (1997)      |           |
| –         | Kanada    | Paul Coffey            | Paul Coffey            | 1 juni 1961       | Weston, Ontario, Kanada                  | Detroit Red Wings (1996)     | Philadelphia Flyers (1996)  |           |
| –         | Kanada    | Gerald Diduck          | Gerald Diduck          | 6 april 1965      | Edmonton, Alberta, Kanada                | Chicago Blackhawks (1995)    | Phoenix Coyotes (1997)      |           |
| –         | Kanada    | Glen Featherstone      | Glen Featherstone      | 9 juli 1968       | Toronto, Ontario, Kanada                 | New York Rangers (1994)      | Calgary Flames (1997)       |           |
| Forwards  |           |                        |                        |                   |                                          |                              |                             |           |
| Nr        |           | Namn                   | Pos                    | Födelsedatum      | Födelseort                               | Kom till laget från          | Lämnade för                 |           |
| 8         | Kanada    | Geoff Sanderson        | VF                     | 1 februari 1972   | Hay River, Northwest Territories, Kanada | Springfield Falcons (1991)   | Carolina Hurricanes (1997)  |           |
| 11        | Kanada    | Kevin Dineen           | HF                     | 28 oktober 1963   | Québec, Québec, Kanada                   | Philadelphia Flyers (1995)   | Carolina Hurricanes (1997)  |           |
| 12        | Kanada    | Steven Rice            | HF                     | 26 maj 1971       | Kitchener, Ontario, Kanada               | Edmonton Oilers (1994)       | Carolina Hurricanes (1997)  |           |
| 16        | Kanada    | Nelson Emerson         | HF                     | 17 augusti 1967   | Hamilton, Ontario, Kanada                | Winnipeg Jets (1995)         | Carolina Hurricanes (1997)  |           |
| 17        | Kanada    | Chris Murray           | HF                     | 25 oktober 1974   | Port Hardy, British Columbia, Kanada     | Montreal Canadiens (1997)    | Carolina Hurricanes (1997)  |           |
| 18        | Tjeckien  | Robert Kron            | C                      | 24 juni 1968      | Brno, Tjeckoslovakien                    | Vancouver Canucks (1992)     | Carolina Hurricanes (1997)  |           |
| 21        | Kanada    | Andrew Cassels         | C                      | 23 juli 1969      | Bramalea, Ontario, Kanada                | Montreal Canadiens (1990)    | Calgary Flames (1997)       |           |
| 24        | Finland   | Sami Kapanen           | HF                     | 14 juni 1973      | Vanda, Finland                           | Springfield Falcons (1995)   | Carolina Hurricanes (1997)  |           |
| 26        | Kanada    | Steve Martins          | C                      | 13 april 1972     | Gatineau, Québec, Kanada                 | Springfield Falcons (1995)   | Chicago Wolves (1997)       |           |
| 27        | Kanada    | Derek King             | VF                     | 11 februari 1967  | Hamilton, Ontario, Kanada                | New York Islanders (1997)    | Toronto Maple Leafs (1997)  |           |
| 28        | USA       | Paul Ranheim           | VF                     | 25 januari 1966   | St. Louis, Missouri, USA                 | Calgary Flames (1994)        | Carolina Hurricanes (1997)  |           |
| 32        | Kanada    | Stu Grimson            | VF                     | 20 maj 1965       | Vancouver, British Columbia, Kanada      | Detroit Red Wings (1996)     | Carolina Hurricanes (1997)  |           |
| 37        | Kanada    | Jeff Daniels           | VF                     | 24 juni 1968      | Oshawa, Ontario, Kanada                  | Springfield Falcons (1996)   | Springfield Falcons (1997)  |           |
| 44        | Kanada    | Kent Manderville       | C                      | 12 april 1971     | Edmonton, Alberta, Kanada                | Springfield Falcons (1996)   | Carolina Hurricanes (1997)  |           |
| 46        | England   | Kevin Brown            | HF                     | 1 maj 1974        | Birmingham, England                      | Springfield Falcons (1997)   | New Haven Beast (1997)      |           |
| 55        | Kanada    | Keith Primeau          | C                      | 24 november 1971  | Toronto, Ontario, Kanada                 | Detroit Red Wings (1996)     | Carolina Hurricanes (1997)  |           |
| 92        | Kanada    | Jeff O'Neill           | C                      | 23 februari 1976  | Richmond Hill, Ontario, Kanada           | Guelph Storm (1994)          | Carolina Hurricanes (1997)  |           |
| –         | Kanada    | Kelly Chase            | HF                     | 25 oktober 1967   | Porcupine Plain, Saskatchewan, Kanada    | St. Louis Blues (1994)       | Toronto Maple Leafs (1997)  |           |
| –         | Kanada    | Hnat Domenichelli      | C                      | 16 februari 1976  | Edmonton, Alberta, Kanada                | Saint John Flames (1996)     | Calgary Flames (1996)       |           |
| –         | Kanada    | Mark Janssens          | C                      | 19 maj 1968       | Surrey, British Columbia, Kanada         | Minnesota North Stars (1992) | Anaheim Mighty Ducks (1997) |           |
| –         | Ryssland  | Andrej Nikolisjin      | C                      | 25 mars 1973      | Vorkuta, Ryska SFSR, Sovjetunionen       | HC Dynamo Moskva (1994)      | Washington Capitals (1996)  |           |
| –         | Kanada    | Brendan Shanahan       | VF                     | 23 januari 1969   | Mimico, Ontario, Kanada                  | St. Louis Blues (1994)       | Detroit Red Wings (1996)    |           |

## Svenskar i Whalers
1 december 2009.
| Spelare              | Position       | Matcher¹ | Matcher² | Från | Till | Tröjnummer | Stanley Cup's | Övrigt                                      |
| -------------------- | -------------- | -------- | -------- | ---- | ---- | ---------- | ------------- | ------------------------------------------- |
| Christer Abrahamsson | Målvakt        | 102      | 3        | 1974 | 1977 | 29, 1      | 0             | New England Whalers (WHA)                   |
| Thommy Abrahamsson   | Back           | 203      | 28       | 1974 | 1977 | 19, 6      | 0             | New England Whalers (WHA)                   |
| Thommy Abrahamsson   | Back           | 32       | 0        | 1980 | 1981 | 6          | 0             | Whalers, Återvände efter spel i Leksands IF |
| Mikael Andersson     | Högerforward   | 165      | 12       | 1989 | 1992 | 34         | 0             |                                             |
| Ulf Samuelsson       | Back           | 463      | 31       | 1984 | 1991 | 5          | 0             |                                             |
| Jörgen Pettersson    | Vänsterforward | 23       | 0        | 1985 | 1985 | 22         | 0             |                                             |
| Michael Nylander     | Center         | 117      | 0        | 1992 | 1994 | 36, 92     | 0             |                                             |

¹ = Grundserie
² = Slutspel

### Fotnoter
1. ↑  ”Raleigh ny ort för NHL-lag” (på svenska). Dagens nyheter. 4 maj 1997. http://www.dn.se/arkiv/sport/raleigh-ny-ort-for-nhl-lag/. Läst 26 mars 2017.